# Andrew S. Tanenbaum
Andrew Stuart «Andy» Tanenbaum, född 16 mars 1944 i New York, är en amerikansk dataexpert och professor, uppväxt i New York-förstaden White Plains.
Tanenbaum har varit chef för avdelningen för datasystem vid Vrije Universiteit Amsterdam i Nederländerna och är nu professor emeritus där. Han är lärare med operativsystem som sitt specialområde, och mest känd för att i undervisningssyfte ha skapat det Unix-liknande operativsystemet Minix, som nu finns fritt tillgängligt. Han har också skrivit flera läroböcker i datakunskap.
Han utbildades på Massachusetts Institute of Technology och erhöll doktorsgraden vid University of California, Berkeley.
Han är särskilt känd för att ha skrivit följande böcker:  
- Computer Networks, ISBN 0-13-066102-3
- Operating Systems: Design and Implementation, ISBN 0-13-638677-6
- Modern Operating Systems, ISBN 0-13-031358-0

Minix var en viktig inspirationskälla för Linus Torvalds när denne började sitt arbete med Linux. Tanenbaum involverades i en berömd Usenet-diskussion med Torvalds 1992 om Torvalds planer på att använda en monolitisk kärna i projektet, i stället för en design baserad på mikrokärna, som Tanenbaum såg som framtiden.
Tanenbaum har arbetat med att skriva operativsystemet Amoeba 809.